# ديانا راب
ديانا راب (بالإنجليزية: Diana Raab)‏ هي كاتِبة أمريكية، ولدت في 7 مايو 1954 في بروكلين في الولايات المتحدة.